# 第6號交響曲 (馬勒)
a小調第6號交響曲是古斯塔夫·馬勒於1903年至1904年所作的四乐章交響曲（本曲亦於1906年作大幅度修訂）。此曲亦曾於1906年5月27日於德國埃森市，由作曲家本人作首演。後人往往因為馬勒當時的背景遭遇以及樂曲的陰沉氣氛，將這首交響曲命名為「悲劇」，但馬勒本身創作時並沒有為這首交響號曲冠以任何標題。

## 背景

### 首演
- 首演：1906年5月27日於德國埃森市，由馬勒親自指揮。
- 美國首演：1947年12月17日由季米特里斯·米特罗普洛斯於紐約市。

### 第二、第三樂章的次序
當馬勒於1904年完成第六號交響曲並於1906年三月作首次出版時，他將諧謔曲定為第二樂章，行板為第三樂章。但當他於五月為這交響曲排練時，卻決定把這兩個樂章的演奏次序倒轉，並於第二次發行時作出改動。然而，威廉·门格尔贝格於1919年收到馬勒遺孀艾瑪的電報，指出第六號交響曲的演奏次序應該是「先諧謔曲，然後行板」（"First Scherzo, then Andante"）。結果他往後演奏此樂曲時，均依照艾瑪的要求處理。不過當時期的其他指揮家卻並不認同這種看法，所以直至1960年代為止，絕大多數的指揮家還是根據馬勒的第二版樂譜來演奏。
直至1962年，奧地利的音樂學者埃爾溫·拉茨為國際馬勒協會修訂馬勒全集時，在第六號交響曲首頁撰寫評論，重新提出演奏次序應該為「諧謔曲－行板」，認為這是馬勒死前時所作出的決定。不過，由於在他的文章中隻字不提及過艾瑪的那封電報，亦缺乏有力的理據去支持他的觀點，所以受到其他音樂學者的質疑。但奇怪的是，縱然有不少指揮家同樣質疑拉茨的看法，但隨著1963年的修訂版本面世後，往後的錄音，大家都依照這個版本來演繹。而出版馬勒樂譜的出版商，如Belwin Mills（Kalmus）、歐伊倫堡出版社、環球出版等等，通通都將樂譜改印成為「諧謔曲－行板」。
2003年，身為當時國際馬勒協會副主席兼馬勒全集評論總主編的赖因霍尔德·库比克引用1906年的場刊內容，認為「先行板，然後諧謔曲」才是馬勒的真正意思，他同時認為馬勒從來都沒有撤回這個安排，再加上近年的文獻研究，「行板－諧謔曲」的次序亦重新成為了主導。
不過，現時留存的樂譜，包括馬勒全集，以及其他出版社的校訂版，均把諧謔曲定為第二樂章，而行板則為第三樂章。由於只將樂譜的印刷次序改變時，卻沒有將這兩個樂章的排練編號一併處理，所以1963年版的樂譜，便出現了排練編號不連貫的問題。（第一樂章的最後一個排練編號為45，但若以諧謔曲為先，第一個排練編號則變成了63。）
至於錄音版本方面，兩個版本均同時存在。一些較近期的錄音，如、阿巴多及馬素爾等的演繹方式為「行板－諧謔曲」；至於較早期的錄音，如卡拉揚、伯恩斯坦、蕭提、布列茲、小泽征尔等則採用「諧謔曲－行板」的演繹方式。

## 分析

### 配器
根據1963年拉茨的版本：
|  | 木管樂器 3 短笛（第1-3樂章由第三、第四長笛兼任，第4樂章須額外加樂手擔任） 4 長笛 2 英國管（第1-3樂章由第四、第三雙簧管兼任，第4樂章須由額外樂手擔任） 4 雙簧管 高音單簧管（降E調、D調）（第4樂章兼任第四單簧管） 3 單簧管（C調、降B調、A調） 低音單簧管（降B調、A調） 4 巴松管（第4樂章須由額外樂手演奏第四巴松管） 低音巴松管（第1-3樂章兼任第四巴松管） 銅管樂器 8 圓號（F調） 6 小號（降B調、C調、F調） 4 長號 大號 | 打擊樂器 2 定音鼓（一位樂手演奏四個，另一位演奏兩個） 若干 小鼓 大鼓及樺木樹枝紥（或以樂鞭代替） 若干 钹 鑼 三角鐵 鐘琴 木琴 鐘（無固定聲調） 牛鈴（台上及後台各置一組） 大木錘（後台） - 1906年首版樂譜中原有 鈴鼓（第1樂章） 樂鞭（第4樂章） | 鍵盤樂器 鋼片琴 弦樂器 2 豎琴（第2樂章要求4個豎琴） 第一、第二小提琴 中提琴 大提琴 低音提琴 |

依照工具書《管弦樂作品手冊》指示，上述之配器可簡記為"*5 *5 =5 *5—8 6 4 1—tmp+5—2hp, cel—str"。

### 各樂章概要
說明：正體為2003年國際馬勒協會所倡議的演奏次序；斜體則為1963年由國際馬勒協會所出版，由拉茨所主編的樂譜版本。
第一樂章
Allegro energico（精力充沛的快板），a小調，4/4
以絃樂器及小鼓帶出短小的前奏後，帶入如進行曲般的呈示部第一主題，後來經過鼓聲及銅管的宣示調後，進入轉到F大調的第二主題，及後經過第一重覆返回前頭（除了第一號交響曲外，馬勒就只有在這樂章中運用了重覆記號）。由第二重覆起，樂曲進入發展部，呈示部的第一主題重現，並加入由木琴和木管樂器作主導的新進行曲旋律，突然間，絃樂的顫音帶領鋼片琴及牛鈴的「田園風」過場，不過這份恬靜很快又再被樂隊所打斷，進行曲主題再度出現及加以變化。結尾部份較為短小。先由三角鐵、定音鼓等敲擊樂器引導四支小號奏出A大調的引子，然後樂隊以呈示部第二主題為基礎，把氣氛推至最熱鬧下結束。
第二樂章（第三樂章）
Andante moderato（中等的行板），E♭大調，4/4
作為整首響曲唯一的慢樂章，可以說是在充滿不安和粗暴的氣氛中稍作喘息的間奏。整個樂章由最開頭由第一小提琴（結束部轉至雙簧管）所奏出的一個十小節的第一主題，以及接著的另一個樂句八小節的副題（其中一組來回的跳進音程更是最突出的節奏動機）為主軸，並由此引申及發展。整個樂章的配器以細緻而含蓄為主，雖然在中後段時曾出現過一段漸漸激昂的氣氛，但很快又回復了平靜。
第三樂章（第二樂章）
Scherzo（諧謔曲）：Wuchtig，a小調，3/8（中段則加插4/8及3/4）
一首令人感到不安的諧謔曲。定音鼓在弱拍中的sf，加上圓號及絃樂的鋸齒型斷奏，顫慄的第一主題令這首聽似進行曲般"諧謔曲"充滿黑色的味道，木琴雖然不常出現，但它的加入更使人聯想起聖桑的《骷髏之舞》。第二主題轉為精緻的舞曲。據馬勒的妻子艾瑪的筆述，這一段所描述的應該是「小孩的嬉戲」。這一段的節奏不斷在變化，穿梳於3/8、4/8及3/4等拍子，雖然悚懼的味道稍為減弱，但同樣營造出陰暗的味道。及後整個樂章都是圍繞以這兩個主題來加以變化。
第四樂章
Finale（終曲） Sostenuto（持續的）－Allegro moderato（中等的快板）－Allegro energico（有力的快板）4/4

本樂章為全首交響曲最長部份，除原有的編制外，木管樂器更需要額外的樂手演奏，而敲擊樂部份亦比第一樂章用上更多非常規樂器，包括代表英雄受打擊及致死的三下大木槌敲擊（第三下木槌於1963年拉茨版本被刪掉。）
開頭由低音絃樂的ff撥絃及豎琴的琶音帶動第一小提琴奏出前奏旋律，並引出第1樂章中的軍樂動機後, 樂曲進入較陰暗的氣氛，直至大提琴的附點節奏帶回快板節奏。各主題及副題旋律輪流出現，氣氛亦漸漸變得緊張。第三下木槌後，樂隊重現樂章開頭部份的動機，最後再一次在軍樂動機的帶動下，以絃樂最安靜的撥絃結束。

## 外部連結
- 馬勒第6號交響曲：国际乐谱典藏计划上的乐谱